# NGC 4924
NGC 4924 (również PGC 44977) – galaktyka spiralna z poprzeczką (SB0-a), znajdująca się w gwiazdozbiorze Panny. Odkrył ją John Herschel 8 maja 1831 roku.